# Stehlikiana meridaensis
Stehlikiana meridaensis är en insektsart som beskrevs av Young 1977. Stehlikiana meridaensis ingår i släktet Stehlikiana och familjen dvärgstritar. Inga underarter finns listade i Catalogue of Life.